# Dorfkirche Lütte

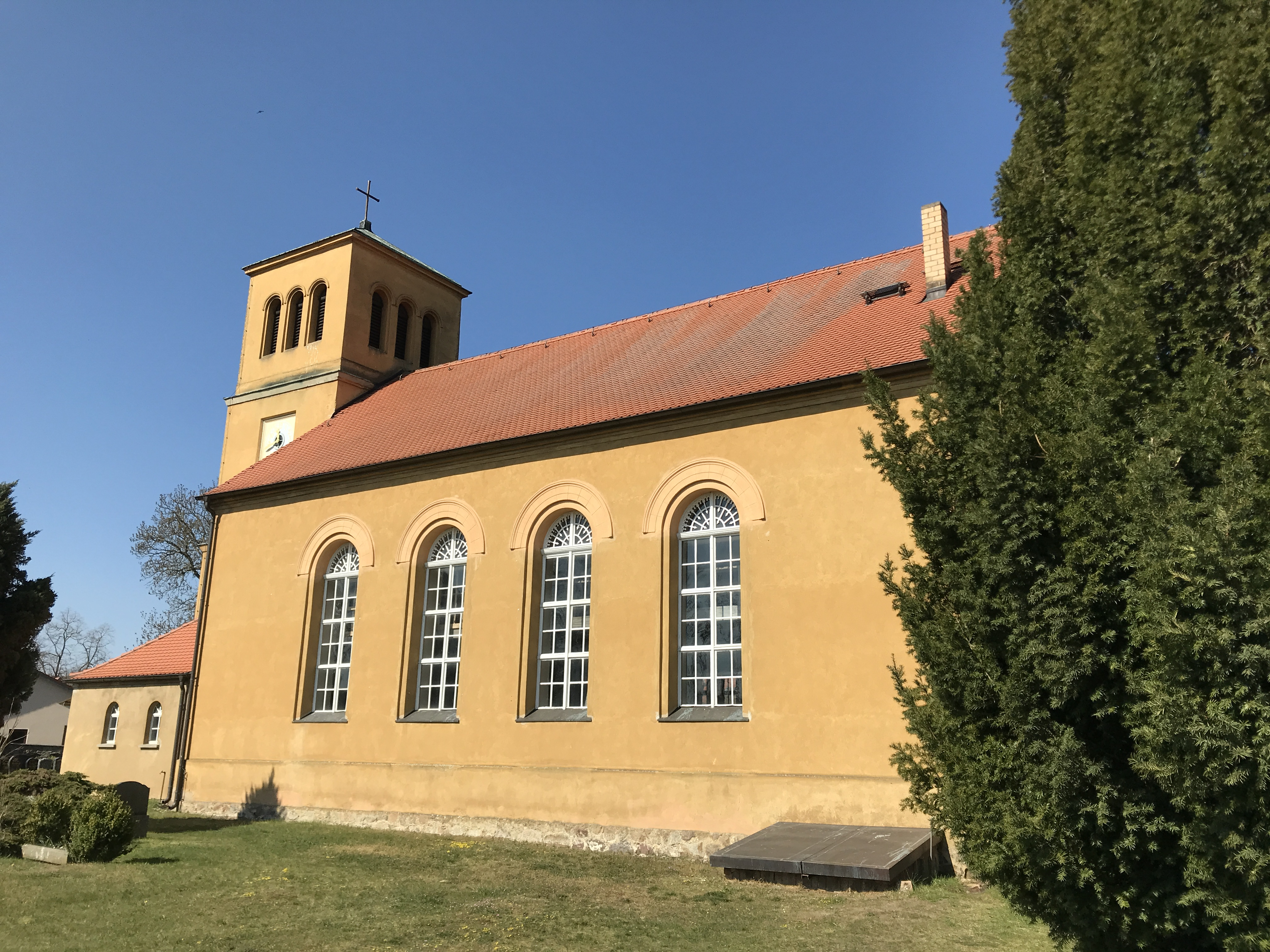
Dorfkirche Lütte

Die evangelische Dorfkirche Lütte ist eine klassizistische Saalkirche aus dem Jahr 1842 in Lütte, einem Ortsteil der Stadt Bad Belzig im Landkreis Potsdam-Mittelmark im Land Brandenburg. Die Kirchengemeinde gehört zum Kirchenkreis Mittelmark-Brandenburg der Evangelischen Kirche Berlin-Brandenburg-schlesische Oberlausitz. Der Neubau ging auf einen Entwurf einer Normalkirche Schinkels zurück.

## Lage
Die Bundesstraße 102 führt in Nord-Süd-Richtung durch den Ort. Von ihr zweigt im historischen Ortskern die Chausseestraße nach Osten hin ab. Die Kirche steht nördlich dieser Straße
auf einem Grundstück mit einem Kirchfriedhof, der mit rötlichen Mauersteinen eingefriedet ist.

## Geschichte
1833 kam es zu einem Feuer im Ort, bei dem auch die Kirche zerstört wurde. Die Kirchengemeinde griff beim Neubau auf einen standardisierten Entwurf zurück, den Karl Friedrich Schinkel geschaffen hatte, um auch eher finanzschwachen Gemeinden in Preußen den Bau einer Kirche zu ermöglichen. Die Kirche wurde im Jahr 1842 errichtet.

## Baubeschreibung

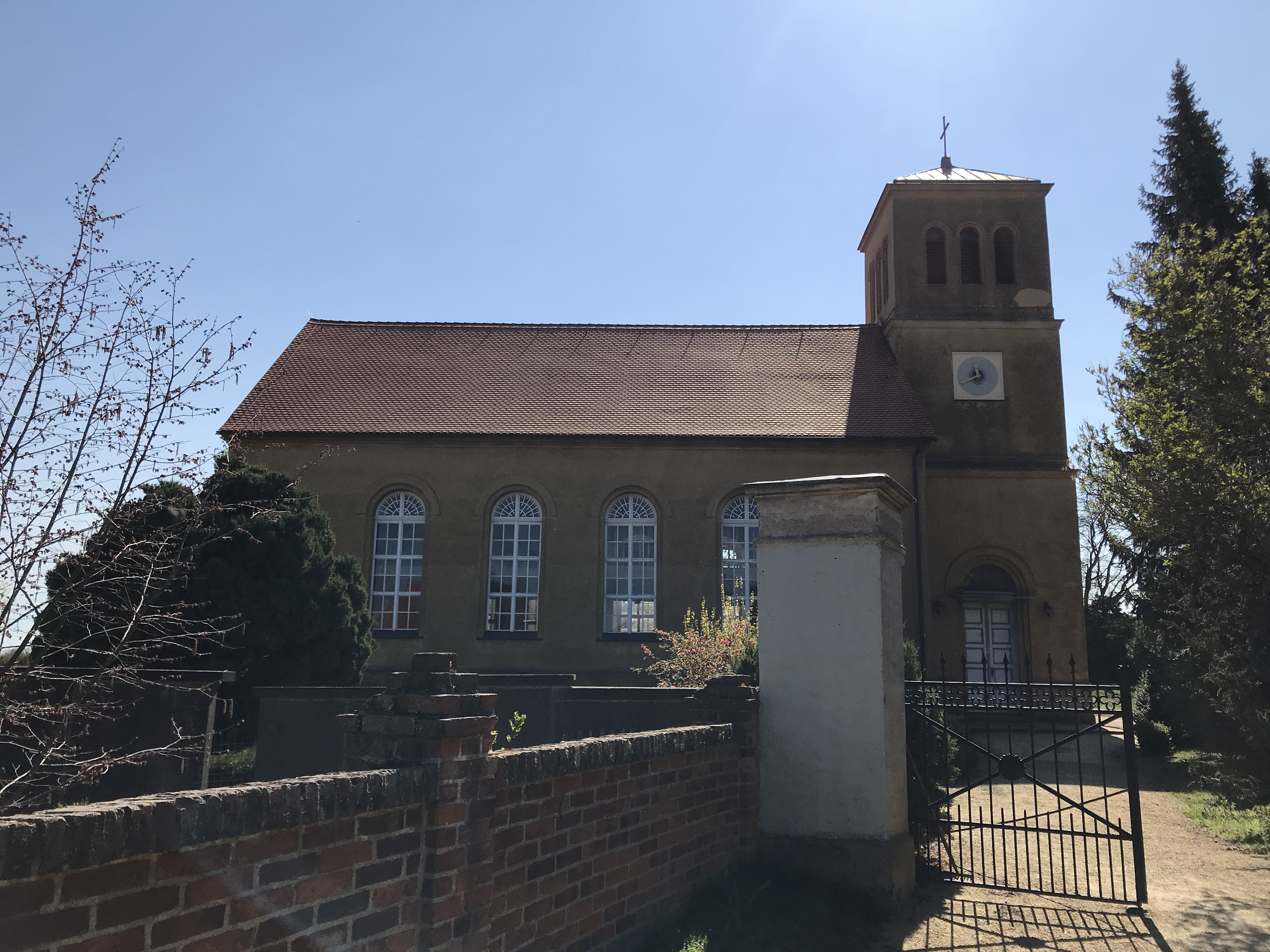
Ansicht von Norden

Das Bauwerk entstand im Wesentlichen aus Mauerstein auf einem verputzten und umlaufenden Sockel. Der Chor ist gerade und nicht eingezogen. An der Ostwand ist eine schlichte, rechteckige Pforte. Der Giebel wird durch ein Gesims von der übrigen Wand optisch getrennt und besitzt mittig ein Rundbogenfenster.
Das Kirchenschiff ist vergleichsweise schlicht aufgebaut. An den Langwänden sind jeweils vier große Rundbogenfenster, die sich annähernd über die gesamte Fassadenhöhe erstrecken. Sie sind oberhalb mit einem Fries verziert. Das Schiff trägt ein schlichtes Satteldach.
Der quadratische Westturm konnte ursprünglich durch ein großes und ebenfalls rundbogenförmiges Portal von Westen her betreten werden. Der Eingang ist jedoch vermauert; lediglich ein Rundbogenfenster sowie die getreppte Laibung erinnert an den ersten Eingang. Er befindet sich nun an der Nordseite des Turms. Südlich ist ein kleiner, rechteckiger Anbau, der von Westen über eine doppelflügelige Tür betreten werden kann. Südlich sind zwei kleine Rundbogenfenster. Oberhalb ist ein Gesims mit einem Geschoss, das an den drei zugänglichen Seiten mit einer Turmuhr ausgestattet ist. Oberhalb eines weiteren Gesimses sind an jeder Seite drei gekuppelte und rundbogenförmige Klangarkaden. Der Turm schließt mit einem Pyramidendach mit Turmkreuz ab.

## Ausstattung
Die hölzerne Kirchenausstattung stammt aus der Bauzeit und wird im Dehio-Handbuch als „schlicht“ beschrieben; der Kanzelaltar als „steil“. Oberhalb der Kanzel hängt ein frühneuzeitliches Ölgemälde aus dem Anfang des 17. Jahrhunderts. Es zeigt die Darstellung der Geburt Christi und stammt aus den Staatlichen Museen zu Berlin. Das Gemälde kam im 19. Jahrhundert nach Lütte. Auf der Hufeisenempore steht eine ebenfalls bauzeitliche Orgel, die Carl Ludwig Gesell errichtete.